# Estadio de la Academia de Fútbol Armavir
El Estadio de la Academia de Fútbol Armavir (en armenio: Արմավիրի ֆուտբոլի ակադեմիայի մարզադաշտ) es un estadio de fútbol ubicado en Armavir, Armenia.

## Historia
Fue construido en el año 1980 con el nombre Estadio Jubilee (en armenio: Հոբելյանական մարզադաշտ, en ruso: Yubileynyi Stadion) en conmemoración del 60 aniversario del establecimiento de la República Socialista Soviética de Armenia, contaba con capacidad para 10.000 espectadores ubicados en los lados este y oeste. Fue la sede del FC Armavir hasta 2003 cuando el club desapareció por problemas financieros.
Fue una de las sede de la Copa Mundial de Fútbol Juvenil de 1985 en las que la Unión Soviética fue la anfitriona.

### Remodelación
El 4 de febrero de 2016 la propiedad del estadio pasó a ser de la Federación de Fútbol de Armenia por orden del gobierno, y la federación realizó una inversión de US$1.65 millones en su reconstrucción.
A mediados de 2017 la remodelación se estaba dando a gran escala, el lado este del estadio fue completamente removido y reemplazado por una superficie artificial para entrenamiento, y en general la capacidad del estadio es reducida a 4000 espectadores, compensando la disminución de su capacidad con dos campos de entrenamiento, terminando la remodelación a finales de 2017.